# Michael Scherbaum

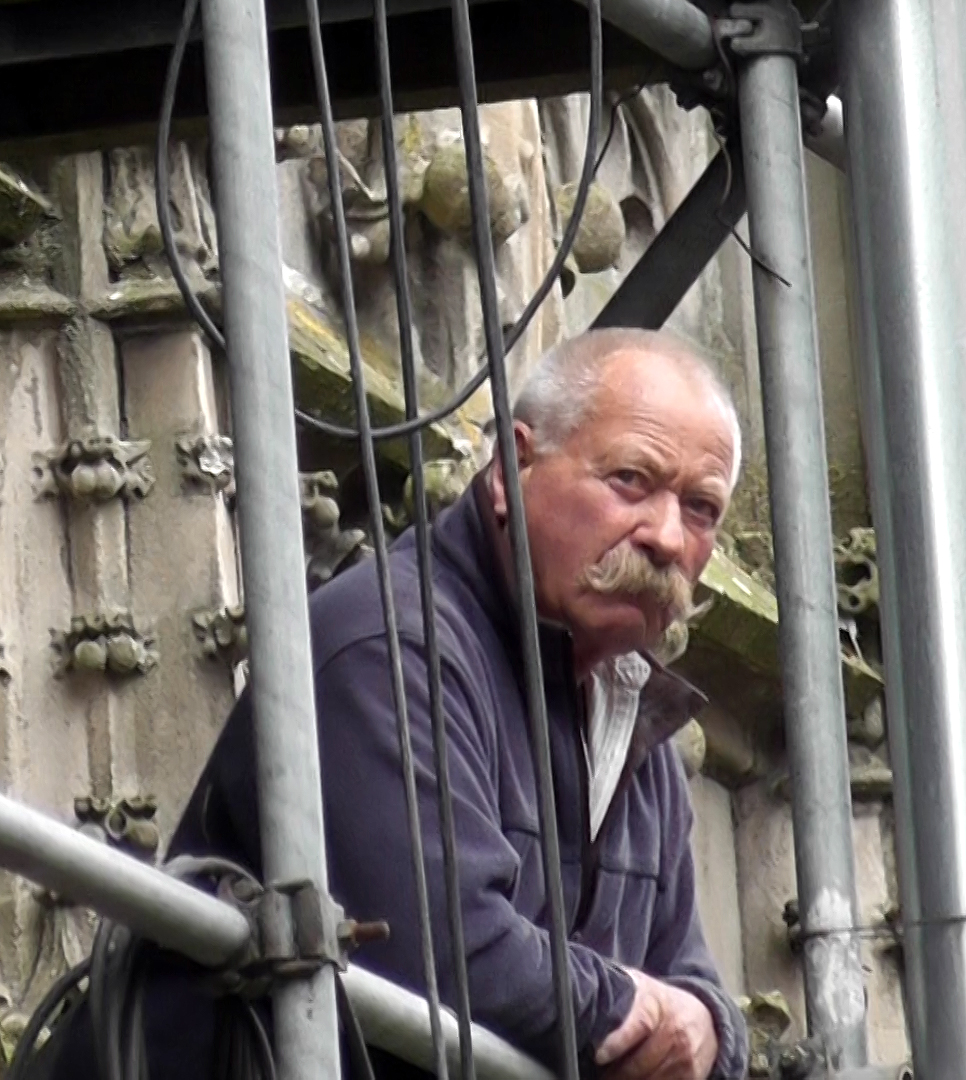
Steinmetzmeister Michael Scherbaum auf dem Gerüst der
St.-Georgs-Kirche in Nördlingen

Michael Maximilian Scherbaum (* 17. Oktober 1937 in München; † 28. November 2021 Nördlingen) war ein deutscher Restaurator im Steinmetz- und Steinbildhauerhandwerk. Seine Arbeit prägte im südbayerischen Raum viele historische Baudenkmäler.

## Leben
Michael Scherbaum wuchs in Irschenhausen im Isartal als Kind eines Bildhauers und Malers auf. Geprägt durch die Arbeit seines Vaters schloss er zuerst die Lehre zum Kirchenmaler ab. Daraufhin folgte eine zweite zum Steinmetz und Steinbildhauer, die er in München absolvierte, mit der Fachrichtung historisches Restaurieren an Bauwerken. 
Während seiner Wanderjahre war er in Kelheim an der Befreiungshalle sowie für die Regensburger Dombauhütte tätig. Eine seiner weiteren Stationen war Barcelona, wo er bei der Sanierung des Kolumbus-Denkmals mitwirkte.
In den 60er Jahren führte es ihn schließlich nach Nördlingen zur St.-Georgs-Kirche mit ihrem Kirchturm, dem „Daniel“. Die Restaurierung dieses Sakralbaus machte er zu seiner Lebensaufgabe und gründete daher 1970, nach dem Vorbild der staatlichen Regensburger Dombauhütte die private Nördlinger St.-Georgs-Bauhütte (). Michael Scherbaum war seitdem in Nördlingen fest verwurzelt und lebte mit seiner Frau in einem von ihm restaurierten historischen Fachwerkhaus im dortigen Gerberviertel.
In späteren Jahren führten ihn aufgrund seiner Expertise Berateraufträge unter anderem zur Untersuchung der Memnonkolosse nach Ägypten und zu den Buddha-Statuen von Bamiyan in Afghanistan.
Zuletzt trug er mit seinen Erfahrungen zur Restaurierung der einsturzgefährdeten Mariensäule in Eichstätt bei.
2021 wurde er auf dem Friedhof in Nördlingen beigesetzt.

## Restaurierung der Nördlinger St.-Georgs-Kirche

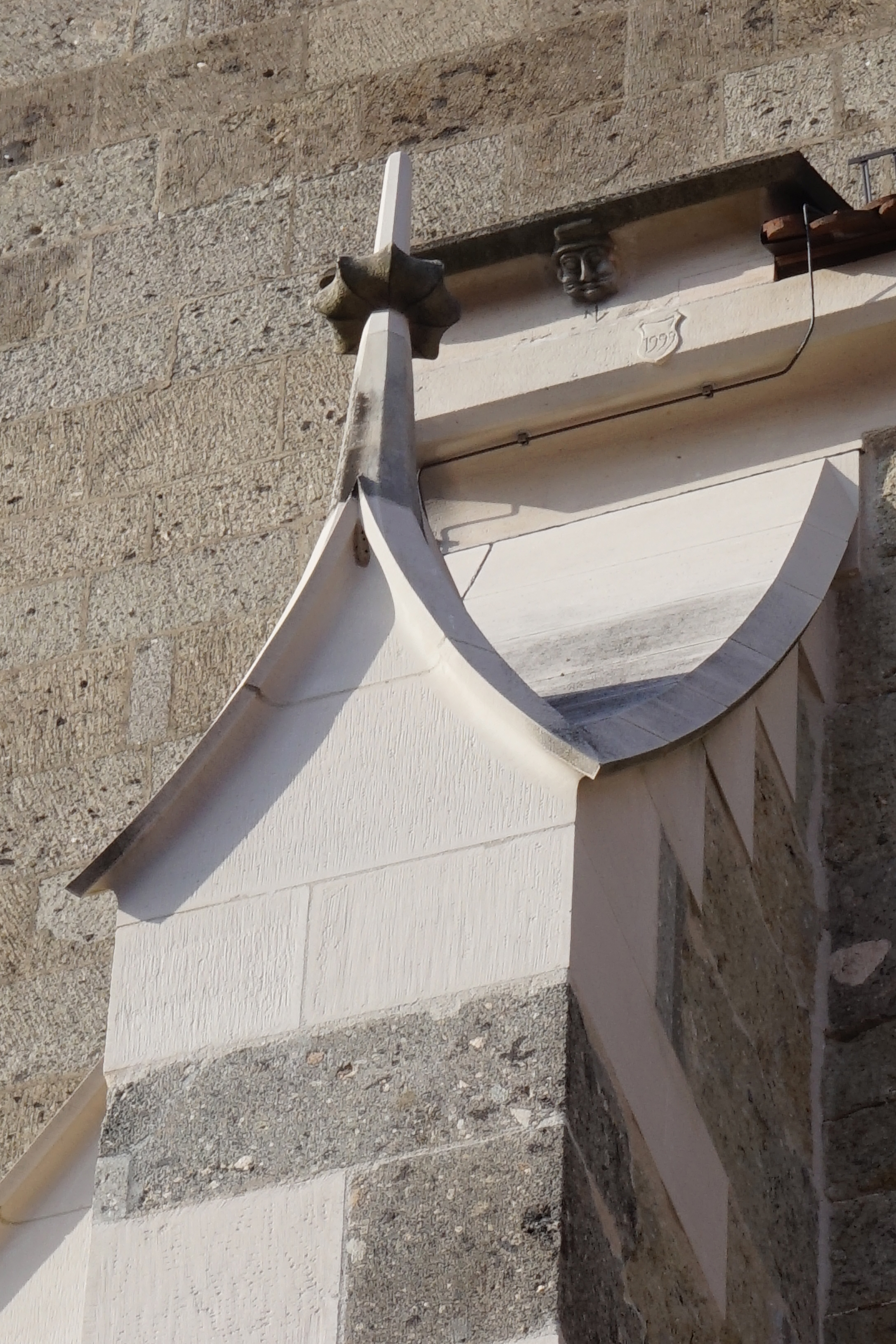
Steinmetzzeichen und Miniaturkopf 1999 von Michael Scherbaum an einem restaurierten Pfeiler mit Fiale.

Scherbaums Lebensaufgabe war es, sich um die Erhaltung der St.-Georgs-Kirche mitsamt dem „Daniel“ zu kümmern. Hierbei wandte er das Konzept der Ummantelungstechnik nach dem Vorbild des Regensburger Doms an. Poröser Suevit-Mörtel aus dem späten 19. Jahrhundert wurde entfernt, Zementplomben eingesetzt, die Gesteinsquader nach und nach mit verbessertem Suevit-Mörtel so umkleidet, dass kein Unterschied zum Original aus dem 15. Jahrhundert sichtbar blieb. Durch seine Erfahrungen als Steinbildhauer wurden auch Zierstücke wie die kleinen Fialen-Türme originalgetreu nachgebildet. Hierfür ließ der Steinmetzmeister extra nachgeschmiedete Werkzeuge in mittelalterlicher Bauweise anfertigen.
Um besonders schadhafte Stellen des für Umwelteinflüsse besonders anfälligen Suevit zukunftssicher zu restaurieren, entschied sich Scherbaum für den härtesten Stein, der aus der Kulturgeschichte des Rieses bekannt war; nämlich Mainsandstein, aus dem schon damals extrem abriebfeste Mühlsteine hergestellt wurden, zurückzugreifen. Dies führte dazu, dass man die neuen helleren Sandsteinquader eindeutig von dem ursprünglich verwendet Suevit unterscheiden kann. Diese Tatsache passte gut zu der Philosophie Scherbaums und des damaligen Stadtvaters Oberbürgermeister Dr. Hermann Keßler:

„Es sollte ablesbar bleiben, wie mittelalterliche Bau- und Handwerksweise in die Neuzeit übertragen wurde.“

1982, nach fast 20 Jahren, konnte Scherbaum die Restaurierung des Kirchturms „Daniel“ abschließen. In den fortlaufenden Jahren übernahm er die Restaurierung des Kirchenchors samt Maßwerkfenstern sowie der Seitenschiffe. Wie in der Steinmetzzunft üblich, verewigte er sich durch sein Steinmetzzeichen an etlichen Stellen in der Fassade.

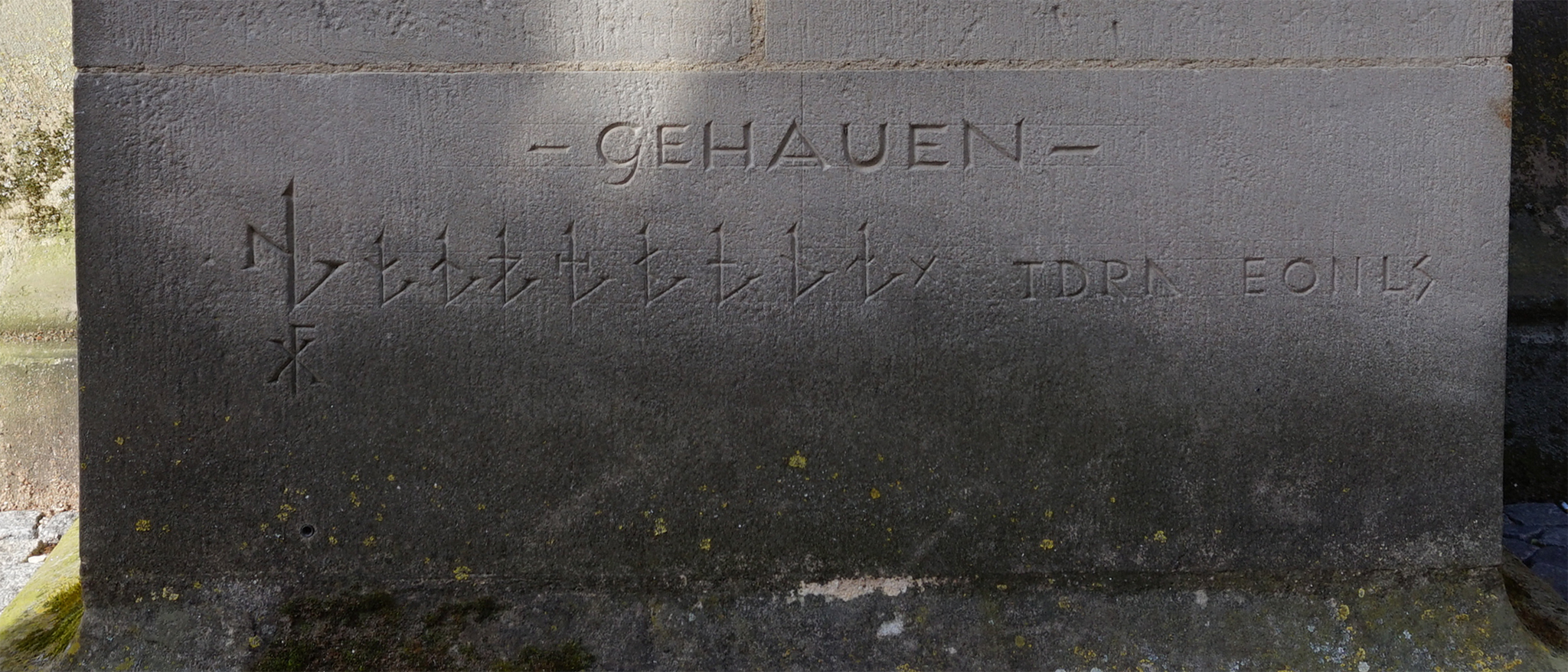
Steinmetz Meisterzeichen von Michael Scherbaum und seinen Gesellen

## Denkmalpflege und Altstadtsanierung
Michael Scherbaum machte sich über seine Tätigkeit als Bauhüttenmeister hinaus durch seinen vielfältigen Einsatz in der Denkmalpflege und Altstadtsanierung seiner Wahlheimat Nördlingen verdient. So hinterließ er an vielen Gebäuden in Nördlingen seine Spuren.

## Auszeichnungen
- Ehrung durch den Bundesverband der Restauratoren mit der Großen Silbernen Ehrennadel[3]
- Für die Sanierung und Restaurierung eines 1591–1593 gebauten Fachwerkhauses im Nördlinger Gerberviertel erhält Scherbaum 1994 den Denkmalpreis der Hypo-Kulturstiftung.[4]
- Aufgrund seiner Verdienste bei der Sanierung und Restaurierung der St. Georgskirche wird ihm 2007 der Ehrenbrief der Stadt Nördlingen in der Bundesstube durch den damaligen Oberbürgermeister Hermann Faul verliehen. Bei diesem Anlass trug sich Michael Scherbaum auch in das Goldene Buch der Stadt Nördlingen ein.[5]

## Publikationen

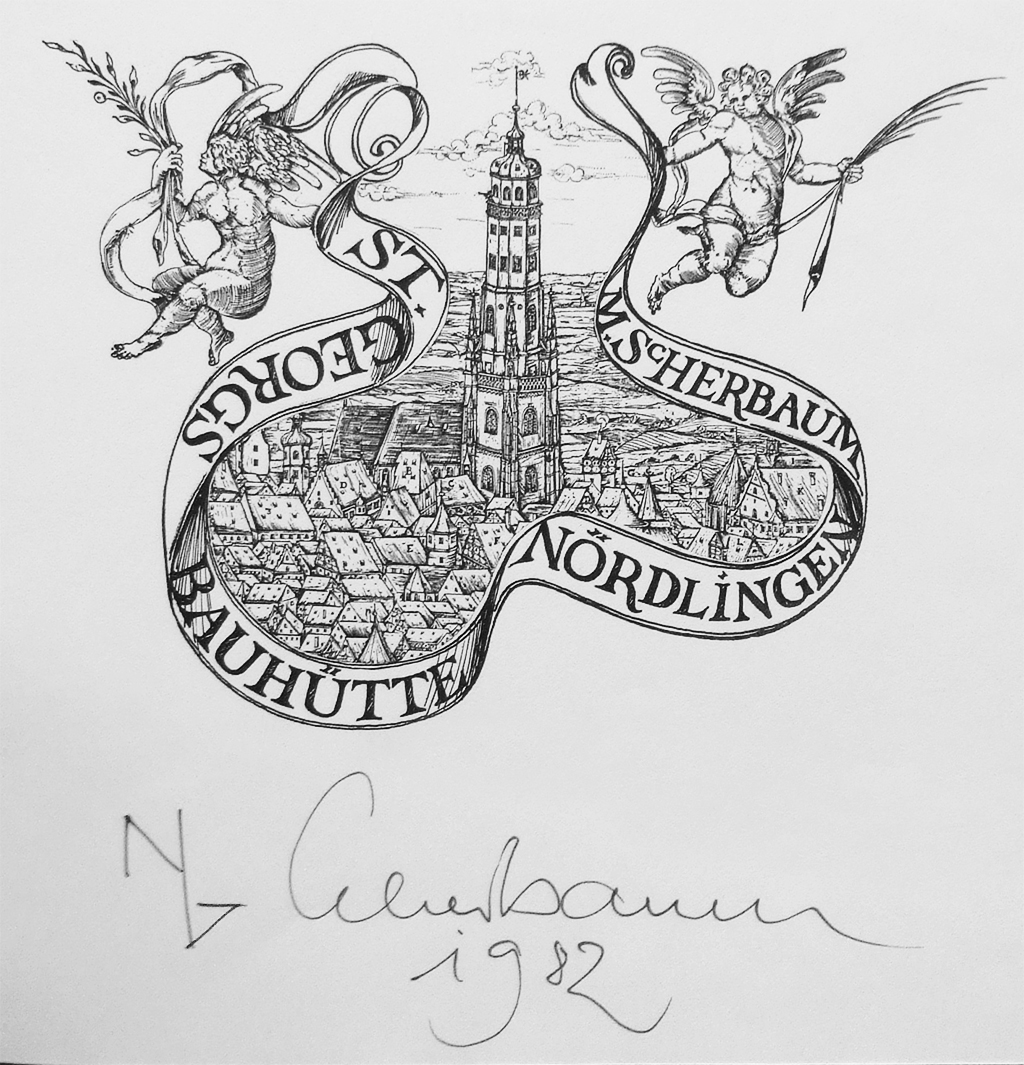
Steinmetzzeichen mit Signatur Scherbaum 1982

- 1991: Zur Baugeschichte des Daniels und der St. Georgskirche in Nördlingen. Vortrag (limitierte gebundene Ausgabe)[6]